# عمر أكينو
عمر أكينو (بالإنجليزية: Omar Aquino)‏ هو سياسي أمريكي، ولد في 24 يونيو 1987 في شيكاغو في الولايات المتحدة. حزبياً، نشط في الحزب الديمقراطي.

## وصلات خارجية
- الموقع الرسمي